# Висока Піч
Висо́ка Піч — село в Україні, у Тетерівській сільській територіальній громаді Житомирського району Житомирської області. Чисельність населення становить 2 159 осіб (2001). У 1923—2020 роках — адміністративний центр колишньої однойменної сільської ради. Герб є промовистим.

## Загальна інформація
Село розташоване за 35 км від обласного й районного центру міста Житомир та залізничної станції Житомир, на лівому березі річки Тетерів. Через село проходить автодорога із Житомира до Любара.

## Населення
За довідником 1885 року в селі мешкало 47 осіб, налічувалося 6 дворових господарств. Наприкінці 19 століття у селі налічувалося 45 жителів, дворів — 6.
Відповідно до результатів перепису населення Російської імперії 1897 року, загальна кількість мешканців села становила 756 осіб, з них: православних — 651, чоловіків — 375, жінок — 381.
На початку 20 століття у селі налічувалося 747 жителів, дворів — 120, у 1906 році — 751 мешканець, дворів — 120, у 1923 році — 2 310 осіб, дворів — 210.
На початок 1970-х років село мало 320 дворів із населенням 1 920 осіб.
Відповідно до результатів перепису населення СРСР, кількість населення, станом на 12 січня 1989 року, становила 3 406 осіб. Станом на 5 грудня 2001 року, відповідно до перепису населення України, кількість мешканців села становила 2 910 осіб.

### Мова
Розподіл населення за рідною мовою за даними перепису 2001 року:
| Мова            | Кількість | Відсоток |
| --------------- | --------- | -------- |
| українська      | 1965      | 91.01%   |
| російська       | 185       | 8.57%    |
| білоруська      | 4         | 0.19%    |
| вірменська      | 2         | 0.09%    |
| інші/не вказали | 3         | 0.14%    |
| Усього          | 2159      | 100%     |

## Історія
Засноване у XVIII столітті на місці видобування заліза з болотної руди. На околиці села виявлено залишки поселення черняхівської культури.
За довідником 1885 року — колишнє власницьке сільце Троянівської волості Житомирського повіту Волинської губернії. Розкинулося біля річки Тетерів. Були поштова станція, заїзд, водяний млин, чавуноливарний завод.
Наприкінці 19 століття — село Троянівської волості Житомирського повіту Волинської губернії. Лежало над Тетеревом. Поштова станція між Чудновом (18 верст) та Корчиком. Діяли ливарня та гута, була мурована корчма. Через нестачу залізної руди виплавляли тут заледве 200 пудів сировини на рік. Колишня власність Іллінських, потім Стоцьких, згодом — інженера Бетулицького.
На початку 20 століття — село Троянівської волості Житомирського повіту Волинської губернії, за 26 верст від Житомира.
У 1906 році — сільце Троянівської волості (6-го стану) Житомирського повіту Волинської губернії. Відстань до губернського та повітового центру, м. Житомир, становила 32 версти, до волосного центру, містечка Троянів — 30 верст. Найближче поштово-телеграфне відділення розміщувалося у Житомирі.
У 1923 році включене до складу новоствореної Високопічської сільської ради, яка 7 березня 1923 року увійшла до складу новоутвореного Троянівського району Житомирської (згодом — Волинська) округи; адміністративний центр ради. Розміщувалося за 25 верст від районного центру, міст. Троянів.
Село постраждало внаслідок Голодомору 1932—1933 років.
14 листопада 1935 року, відповідно до постанови Президії ЦВК УСРР «Про часткові зміни районних меж Київської, Харківської та Одеської областей», село, в складі сільської ради, передане до приміської смуги Житомирської міської ради Київської області. 14 травня 1939 року, відповідно до указу Президії Верховної ради Української РСР «Про утворення Житомирського сільського району Житомирської області», село, в складі сільської ради, включене до новоутвореного Житомирського району Житомирської області.
На фронтах Другої світової війни воювали 106 селян, з них 79 загинуло, 39 — відзначені орденами й медалями СРСР. Після війни у селі встановили пам'ятник загиблому танкісту, Герою Радянського Союзу М. К. Іванову.

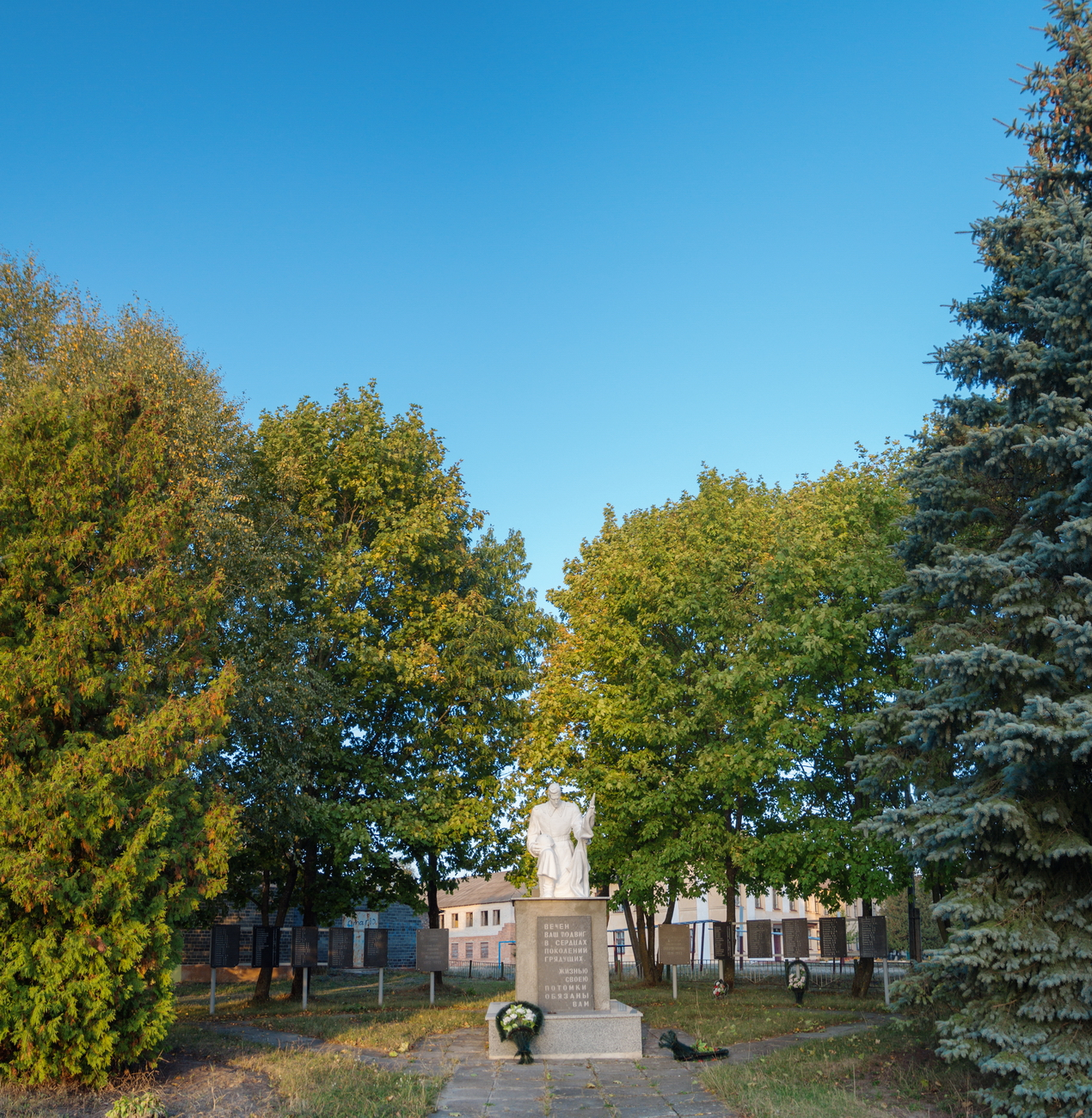
Братська могила радянських воїнів. Поховано 69 чоловік

В радянські часи в селі був відділок колгоспу з центральною садибою у Старошийці. Вирощували зернові культури, овочі, льон, мали розвинуте м'ясо-молочне тваринництво. У селі були дві середні школи, будинок культури, три бібліотеки, лікарня, аптека, відділення зв'язку, будинок побуту. 76 селян нагороджені орденами й медалями Радянського Союзу, зокрема орденом Трудового Червоного Прапора відзначені продавець А. Г. Івченко, робітник С. 3. Ткачук.
30 грудня 1962 року, внаслідок адміністративно-територіальної реформи, село включене до складу Коростишівського району Житомирської області, 4 січня 1965 року, в складі сільської ради, увійшло до відновленого Житомирського району.
12 червня 2020 року, відповідно до розпорядження Кабінету Міністрів України № 711-р «Про визначення адміністративних центрів та затвердження територій територіальних громад Житомирської області», територію та населені пункти Високопічської сільської ради включено до складу Тетерівської сільської територіальної громади Житомирського району Житомирської області.

## Відомі люди
- Іваницький Тарас Володимирович (1992—2022) — старший солдат Збройних Сил України, учасник російсько-української війни.
- Потєхін Анатолій Миколайович (1969—2017) — капітан Збройних сил України, учасник російсько-української війни.
- Раковський Олександр Сергійович (1993—2022) — старшина Збройних Сил України, учасник російсько-української війни.
- Сєдой Володимир Миколайович (1968—2005) — старший прапорщик Збройних сил України, миротворець.
- Шеров Олександр Борисович (1992—2022) — старший лейтенант Збройних Сил України, учасник російсько-української війни.